# 勒维厄塞里耶
勒维厄塞里耶是法国夏朗德省的一个市镇，属于孔福朗区（Confolens）香槟穆通县（Champagne-Mouton）。该市镇总面积9.65平方公里，2009年时的人口为131人。

## 人口
勒维厄塞里耶（Le Vieux-Cérier）人口变化图示